# 58 Девы
58 Девы (лат. 58 Virginis), LP Девы (лат. LP Virginis), HD 115466 — двойная вращающаяся эллипсоидальная переменная звезда (ELL:) в созвездии Девы на расстоянии приблизительно 249 световых лет (около 76,3 парсек) от Солнца. Звёздная величина диапазона Hp звезды — от +7,08m до +6,92m. Орбитальный период — около 0,9273 суток (22,254 часа). Возраст звезды определён как около 1,5 млрд лет.

## Характеристики
Первый компонент — жёлто-белая пульсирующая переменная звезда типа Гаммы Золотой Рыбы (GDOR) спектрального класса F0, или F1IV, или F1IV-V, или F2V. Масса — около 1,678 солнечной, радиус — около 1,942 солнечного, светимость — около 8,116 солнечной. Эффективная температура — около 6930 K.

## Планетная система
В 2019 году учёными, анализирующими данные проектов Hipparcos и Gaia, у звезды обнаружена планета HIP 64834 b.